# Edgar Most
Edgar Most (* 21. März 1940 in Tiefenort; † 12. Dezember 2015 in Berlin) war ein deutscher Bankmanager. Er war letzter Vizepräsident der Staatsbank der DDR 1990 und Mitbegründer sowie Vorstandsvorsitzender der Deutschen Kreditbank AG. Er gehörte dem Beraterkreis der Bundesregierung für den Aufbau Ost sowie dem Gesprächskreis Ost an.

## Leben
Most stammte aus einer thüringischen Bergarbeiterfamilie. Mit vierzehn Jahren begann er im Bankwesen eine Lehre bei der Deutschen Notenbank in Bad Salzungen. 1964 konnte er sein Fernstudium an der Fachschule für Finanzwirtschaft Gotha erfolgreich abschließen. Danach wurde er im Alter von 22 Jahren nach Schwedt an der Oder auf die damals größte Industriebaustelle in Osteuropa delegiert. Er wurde als Filialleiter, später mit 26 Jahren als jüngster Bankdirektor der DDR für den Aufbau des Petrolchemischen Kombinats gebraucht. Edgar Most war Mitglied der SED und wurde auch von der Stasi als IM „Heinrich“ geführt. Den Kontakt zu Stasi-Mitarbeitern habe er aber nicht verheimlicht, sondern sie offiziell in sein Büro eingeladen und Freunden und Kollegen von seinen Kontakten und Verpflichtungen berichtet. Als unzuverlässiger Kader wurde er überwacht. Zurück in Berlin arbeitete er in der Zentrale der Staatsbank der DDR und beschloss ein Studium an der Humboldt-Universität mit dem Titel Diplom-Ökonom. Ein weiteres Fernstudium schloss er zum Diplomwirtschaftler an der Hochschule für Ökonomie Berlin-Karlshorst erfolgreich ab.
Als einer der Direktoren wurde Most 1990 letzter Vizepräsident der Staatsbank der DDR. Er war Mitbegründer und Vorstandsvorsitzender der Deutschen Kreditbank AG, der ersten privaten Bank in den Neuen Ländern. Nach dem Kauf der Bank durch die Deutsche Bank wurde er ab Dezember 1990 Mitglied der Geschäftsleitung der Deutschen Bank in Berlin. Bis 2004 war er als Direktor der Deutschen Bank in Berlin und als Mitglied der Geschäftsleitung der Deutschen Bank tätig. Most war Vorstandsvorsitzender (1999 bis 2002) des Ostdeutschen Bankenverbandes.
Edgar Most war von 2001 bis 2008 Vorsitzender des Förder- und Freundeskreises der TU Ilmenau und Vorsitzender des Hochschulrates der TU Ilmenau von 2008 bis 2015.
Edgar Most lebte mit seiner Frau in Berlin; aus der Ehe gingen zwei Kinder hervor. Bis zuletzt unterhielt er ein Büro im Internationalen Handelszentrum an der Friedrichstraße. Seine letzte Ruhestätte findet er auf dem Friedhof Pankow XII in Berlin.

## Aufsichtsratsmandate
- Aker MTW Werft Wismar GmbH[16]
- co.don AG (1999–2003)[17]
- Silicon Sensor International AG (1998–2008)[18]
- Domus AG, Wirtschaftsprüfungsgesellschaft/Steuerberatungsgesellschaft, Berlin[19]
- Sodawerk Staßfurt[20]
- Keulahütte GmbH Krauschwitz[21]
- Weimar-Werk GmbH[22]

## Auszeichnungen
- Die Ökonomische Akademie Georgi Walentinowitsch Plechanow in Moskau verlieh ihm die Ehrendoktorwürde.[23]
- 1998 wurde Edgar Most der Titel Ehrensenator der Europa-Universität Viadrina in Frankfurt (Oder) verliehen.

## Schriften
- Fünfzig Jahre im Auftrag des Kapitals. Das Neue Berlin, Berlin 2009, ISBN 978-3-360-01960-8.
- Verratenes Volk? Podiumsgespräch, herausgegeben von Bernd Kauffmann (= Edition Stiftung Schloss Neuhardenberg, Band 5), Theater der Zeit, Berlin 2009, ISBN 978-3-940737-60-1 (Das Podiumsgespräch „Verratenes Volk?“ fand am 18. April 2009 auf Schloss Neuhardenberg statt).
- mit Steffen Uhlmann (Hrsg.): Sprengstoff Kapital: verschwiegene Wahrheiten zum Aufschwung, Das Neue Berlin, Berlin 2011, ISBN 978-3-360-02111-3.